# Баташёв, Иван Тимофеевич
Иван Тимофеевич Баташёв (около 1669—1734) — тульский казённый кузнец, основатель и владелец железоделательного завода в Туле (1716), родоначальник семьи горнозаводчиков Баташевых.

## Биография
В 1700 или 1709 году по указу Петра I Иван Баташев и его брат Василий были высланы в Москву в Адмиралтейский приказ. Там они получили назначение на железные заводы Сокольска.
Первые шаги как железнопромышленник Баташев делал под покровительством Никиты Демидова, активно скупая земли на его имя.
На одном из таких участков на реке Тулица в 1709 году он построил мельницу.
Через два года получил от Демидова расписку о том, что земля куплена на деньги Баташева и передана ему же во владение.
В 1716 году на этой земле Баташев начал строительство металлургического завода, называвшегося Тульским, на котором в 1717 году были запущены домна и три молота.
После этого из-за растущей конкуренции отношения с бывшим покровителем значительно осложнились.
В 1722 году Баташев подал князю Василию Волконскому жалобу на Демидова, затоплявшего его заводы, поднимая уровень воды с помощью плотин.
В начале 1724 года Баташев начал приготовления к строительству второго завода, арендовав для этой цели у генерал-майора Г. П. Чернышева деревню Острожное в Медынском уезде, прилегающие к ней леса и мельницу с условием, что местные крестьяне будут работать на него четыре месяца в году. По истечении аренды в мае 1726 года он заключил новый договор на право использования леса и мельницы. 7 марта 1727 года Баташев обратился в Берг-коллегию с просьбой разрешить ему построить завод на арендованных землях. Медынский молотовый завод Баташева был построен в 1728 году. В июле 1730 года на нём была запущена домна, позволившая осуществлять полный металлургический цикл.
В 1734 году, уже будучи тяжело больным, Баташев составил духовную, в которой завещал Медынский завод своему старшему сыну Александру, а Тульский — младшему Родиону и жене Акулине Ивановне.
Скончался в том же году.